# Otroeda
Otroeda é um gênero de traça pertencente à família Arctiidae.